# Lolardía

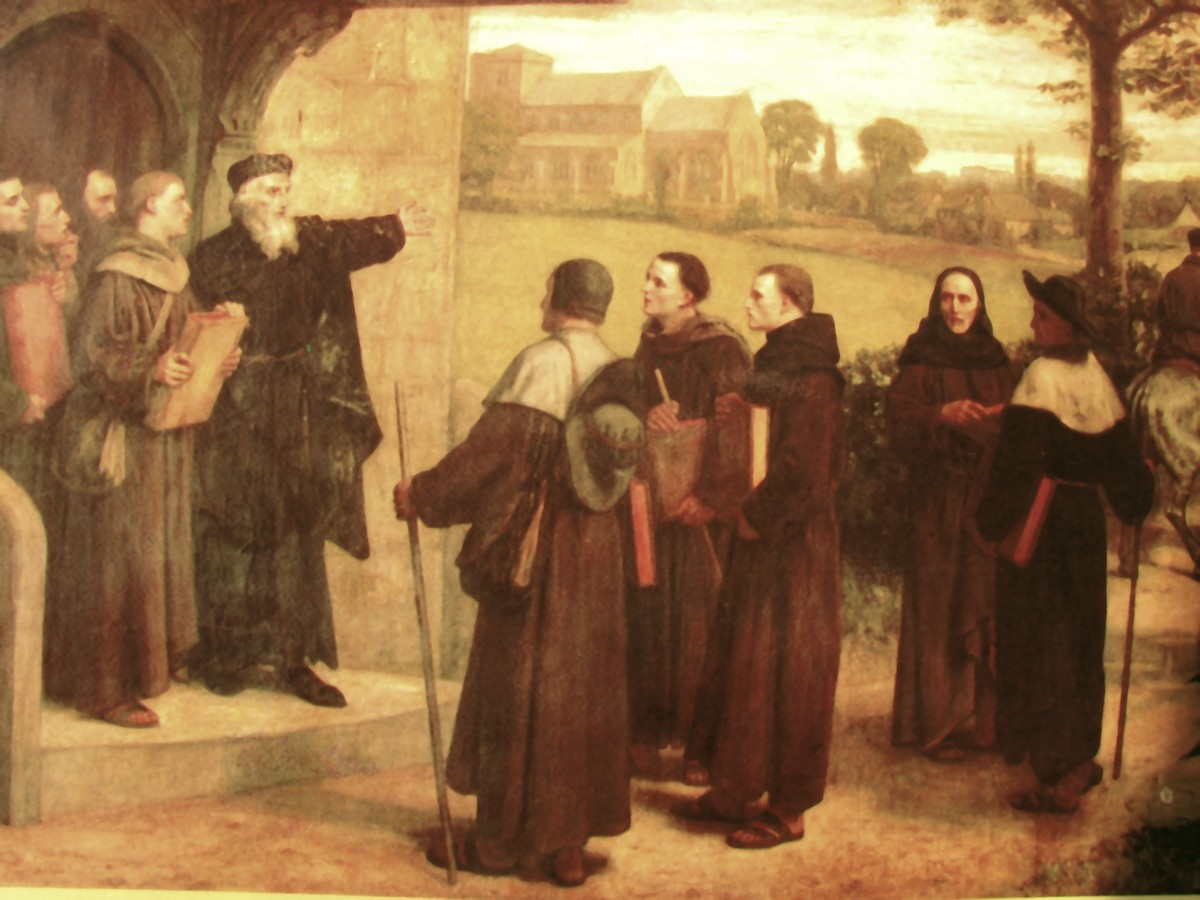
En esta ilustración del siglo XIX, John Wycliffe aparece entregando a sus seguidores lolardos la traducción de la Biblia que llevaba su nombre.

La lolardía, también conocida como lolardismo o movimiento lolardo, fue un movimiento religioso cristiano protoprotestante activo en Inglaterra desde mediados del siglo XIV hasta la Reforma inglesa del siglo XVI. Fue liderado inicialmente por John Wycliffe, un teólogo católico que fue expulsado de la Universidad de Oxford en 1381 por herejía. Las reivindicaciones de los lolardos eran principalmente la reforma del cristianismo occidental. Formularon sus creencias en Las Doce Conclusiones de los Lolardos.

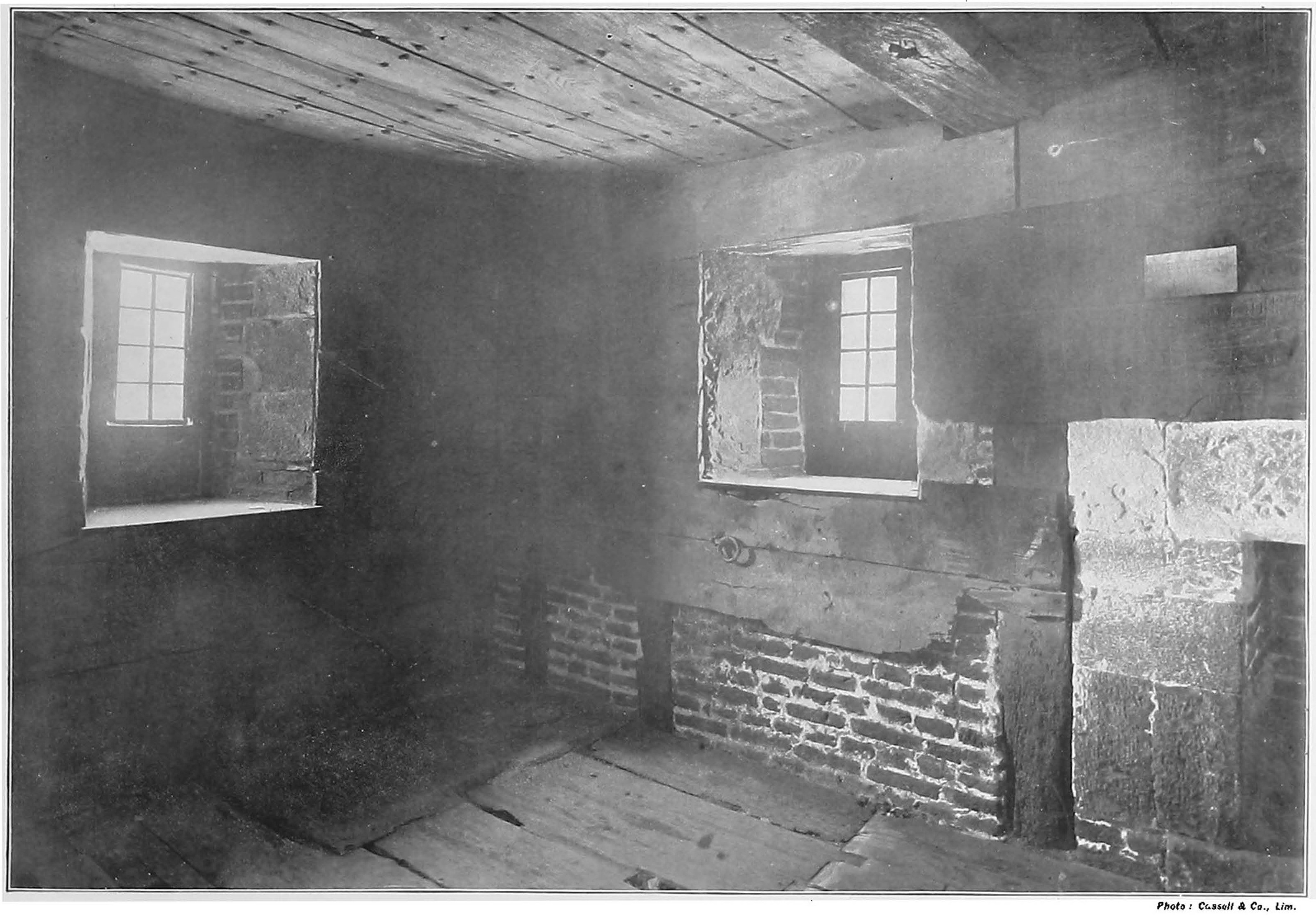
Prisión de los lolardos en el palacio de Lambeth.

## Etimología
Lollard, Lollardi o Loller era el apodo despectivo popular que se daba a quienes carecían de formación académica, educados (si es que lo estaban) solo en inglés, que tenían fama de seguir las enseñanzas de John Wycliffe en particular, y que estaban animados por la traducción de la Biblia a la lengua inglesa. A mediados del siglo XV, el término "lollard" se había convertido en sinónimo de hereje en general. La alternativa, "wycliffita", se acepta generalmente como un término más neutro que abarca a los de opiniones similares, pero con formación académica.
Se dice que el término fue acuñado por el clérigo angloirlandés Henry Crumpe, pero su origen es incierto. El primer uso oficial del nombre en Inglaterra aparece en 1387 en un mandato del obispo de Worcester contra cinco "pobres predicadores", nomine seu ritu Lollardorum confoederatos. Según el Oxford English Dictionary, lo más probable es que derive del neerlandés medio lollaerd ("murmurador, murmurador"), de un verbo lollen ("murmurar, murmurar"). La palabra es mucho más antigua que su uso en inglés; había lolardos en los Países Bajos a principios del siglo XIV que eran afines a los Fraticelli, Beghards y otros sectarios similares a los franciscanos recusantes.
Originalmente la palabra holandesa era un nombre coloquial para un grupo de enterradores de muertos durante la peste negra, en el siglo XIV, conocidos como alexianos, hermanos alexianos o celitas. Se les conocía coloquialmente como lollebroeders (hermanos murmuradores en neerlandés medio), o Lollhorden, del alto alemán antiguo: lollon ("cantar suavemente"), por sus cánticos para los muertos. El inglés medio loller (parecido al verbo loll, lull, el cognado inglés del holandés lollen "murmurar, murmurar") se registra como una grafía alternativa de lollard, mientras que su significado genérico "un vagabundo perezoso, un holgazán, un mendigo fraudulento" no se registra antes de 1582.
El Oxford English Dictionary menciona otras dos posibilidades para la derivación de Lollard:
- Latin lolium, alverja (cizaña), supuestamente una referencia a la parábola bíblica de la cizaña (Mateo 13:24-30);
- el apellido "Lolhard" de un eminente predicador franciscano de Guyena, que se convirtió a la vía valdense. La región de Guyena estaba entonces bajo dominio inglés, y su predicación influyó en los piadosos laicos ingleses. Fue quemado en Colonia en la década de 1370. Anteriormente, otro maestro valdense, también llamado "Lolhard", fue juzgado por herejía en Austria en 1315.[5]

## Creencias

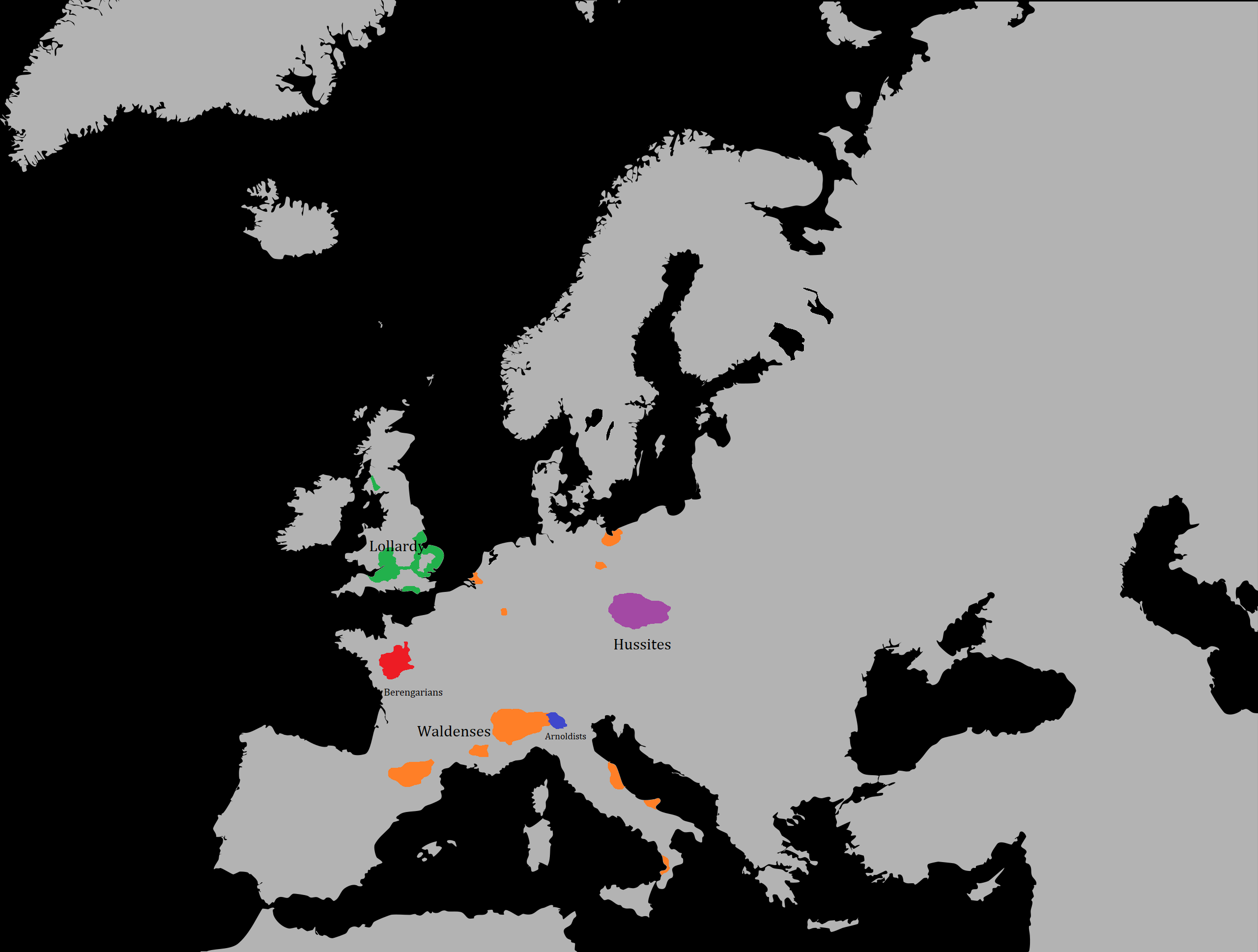
Mapa de la influencia de la lolardía. Las zonas de influencia de la lolardía antes de la muerte de Ricardo II aparecen en verde. Las zonas en las que se extendió la Lollardy en el aparecen en rojo.

Según la erudita Margaret Aston, a medida que la teología académica de Wycliffe se filtraba a las masas, cambiaba considerablemente, fortaleciéndose algunas partes y debilitándose otras.

### Eucaristía
Con respecto a la Eucaristía, los lolardos como John Wycliffe, William Thorpe y John Oldcastle, enseñaban una visión de la presencia real de Cristo en la Sagrada Comunión conocida como "consubstanciación" y no aceptaban la doctrina de la transubstanciación, tal como la enseñaba la Iglesia Católica Romana. The Plowman's Tale, un poema lolardo del siglo XVI, sostiene que el debate teológico sobre la doctrina ortodoxa es menos importante que la presencia real.
Las enseñanzas wycliffitas sobre la Eucaristía fueron declaradas herejía en el Concilio de Blackfriars de 1382. William Sawtry, un sacerdote, fue quemado en 1401 por su creencia de que "el pan permanece en la misma naturaleza que antes" después de la consagración por un sacerdote. A principios del siglo XV, un sacerdote llamado Richard Wyche fue acusado de falsa doctrina. Cuando le preguntaron sobre la consagración durante su interrogatorio, solo repitió su creencia en la Presencia Real. A la pregunta de si la hostia seguía siendo pan incluso después de la consagración, respondió únicamente: "Creo que la hostia es el verdadero cuerpo de Cristo en forma de pan". Durante todo el interrogatorio insistió en que "no estaba obligado a creer otra cosa que lo que dice la Sagrada Escritura". Tras el interrogatorio, Wyche acabó retractándose, después de ser excomulgado y encarcelado. Un sospechoso de 1517 resumió la postura de los lolardos: "Summe folys cummyn to churche thynckyng to see the good Lorde - what shulde they see there but bredde and wyne?".
Las enseñanzas lolardas sobre la Eucaristía están atestiguadas en numerosos documentos de fuentes primarias; es la cuarta de las Doce Conclusiones y el primero de los Dieciséis Puntos sobre los que los obispos acusan a los lolardos (Sixteen Points on which the Bishops accuse Lollards). Se discute en El testimonio de William Thorpe (The Testimony of William Thorpe) , la Apología de las doctrinas lolardas, (Apology for Lollard Doctrines) Jack Upland y Opus Arduum.

### Negación de sacramentos y sacramentales
Los lolardos no creían que las prácticas eclesiásticas del bautismo y la confesión fueran necesarias para la salvación.
Creyendo en un sacerdocio universal, los lolardos desafiaban la autoridad de la Iglesia para investir o negar la autoridad divina para hacer sacerdote a un hombre. Negando cualquier estatus especial al sacerdocio, los lolardos pensaban que la confesión a un sacerdote era innecesaria ya que según ellos los sacerdotes no tenían la capacidad de perdonar los pecados. Los lolardos cuestionaban la práctica del celibato clerical y creían que los sacerdotes no debían ocupar cargos de gobierno, ya que tales asuntos temporales probablemente interferirían con su misión espiritual.
Consideraban que rezar a los santos y honrar sus imágenes era una forma de idolatría. Los juramentos, el ayuno y las oraciones por los muertos carecían de base bíblica. Tenían una mala opinión de los adornos de la Iglesia católica, como el agua bendita, las campanas, los órganos y los edificios religiosos. Rechazaban el valor de los indultos papales.

### Las doce conclusiones
Un grupo de lolardos hizo una petición al Parlamento con Las Doce Conclusiones de los Lolardos, fijándolas en las puertas de Westminster Hall en febrero de 1395. Aunque de ninguna manera son una declaración central de las creencias de los lolardos, las Doce Conclusiones revelan ciertas ideas básicas de los lolardos. La primera rechaza la adquisición de riquezas temporales por parte de los líderes eclesiásticos, ya que la acumulación de riquezas les aleja de las preocupaciones religiosas y les conduce a la codicia. La cuarta Conclusión trata de la opinión lolarda de que el sacramento de la Eucaristía es una doctrina discutible que no está claramente definida en la Biblia. Si el pan sigue siendo pan o se convierte literalmente en el cuerpo de Cristo no se especifica de manera uniforme en los evangelios. La sexta Conclusión afirma que los funcionarios de la Iglesia no deben ocuparse de asuntos seculares cuando ocupan una posición de poder dentro de la Iglesia, ya que esto constituye un conflicto de intereses entre los asuntos del espíritu y los asuntos del Estado. La octava Conclusión señala lo ridículo, en la mente de los lolardos, de la reverencia que se dirige a las imágenes del sufrimiento de Cristo. "Si la cruz de Cristo, los clavos, la lanza y la corona de espinas han de ser honrados, entonces ¿por qué no honrar los labios de Judas, si tan sólo pudieran ser encontrados?
Las costosas obras de arte de las iglesias se consideraban un exceso; creían que el esfuerzo debía dedicarse a ayudar a los necesitados y a predicar en lugar de trabajar en costosas decoraciones. Los iconos también se consideraban peligrosos, ya que muchos parecían adorarlos con más fervor que a Dios.

### Escritura vernácula
La lolardía era una religión de escritura vernácula. Los lolardos se oponían a muchas prácticas de la Iglesia católica. Anne Hudson ha escrito que una forma de sola scriptura sustentaba las creencias de Wycliffe, pero la distinguía de la ideología más radical de que todo lo no permitido por las escrituras está prohibido. En cambio, Hudson señala que la sola scriptura de Wycliffe sostenía que la Biblia era "la única fuente válida de doctrina y la única medida pertinente de legitimidad".
Los lolardos posteriores creían que la gente merecía tener acceso a una copia de su propia Biblia. Muchos intentaron distribuir copias en inglés; sin embargo, debido a la falta de una imprenta y a los bajos niveles de alfabetización, fue difícil lograr este objetivo.
Sin embargo, una característica notable de algunas inquisiciones lolardas fue la alegación común de analfabetismo (o deficiencia visual) como defensa contra la sospecha de lolardía que suscitaba la posesión de textos en lengua vernácula.

### Prácticas católicas
Los lolardos no observaban el ayuno y la abstinencia de la Iglesia católica. En el proceso por herejía contra Margery Baxter se presentó como prueba que una sirvienta encontró tocino en una olla de avena el primer sábado de Cuaresma. La inobservancia de las restricciones dietéticas se utilizó como prueba de herejía en otro caso de Norfolk contra Thomas Mone, en el que se alegó que se había comido un cochinillo en la cena de Pascua cuando estaba prohibido comer carne[22].
Se consideraba que los votos especiales entraban en conflicto con el orden divino establecido por Cristo y se consideraban anatema[23].
Los lolardos también tendían a la iconoclasia.
Algunos lolardos creían que se podía trabajar los domingos.

### Foxe
El martirologista del siglo XVI John Foxe redujo a cuatro las principales creencias de la Lollardía, eludiendo hasta cierto punto la doctrina wycliffita del dominium:
- oposición a las peregrinaciones y al culto a los santos
- negación de la doctrina de la transubstanciación, y
- la exigencia de la traducción inglesa de las Escrituras[24].

## Historia

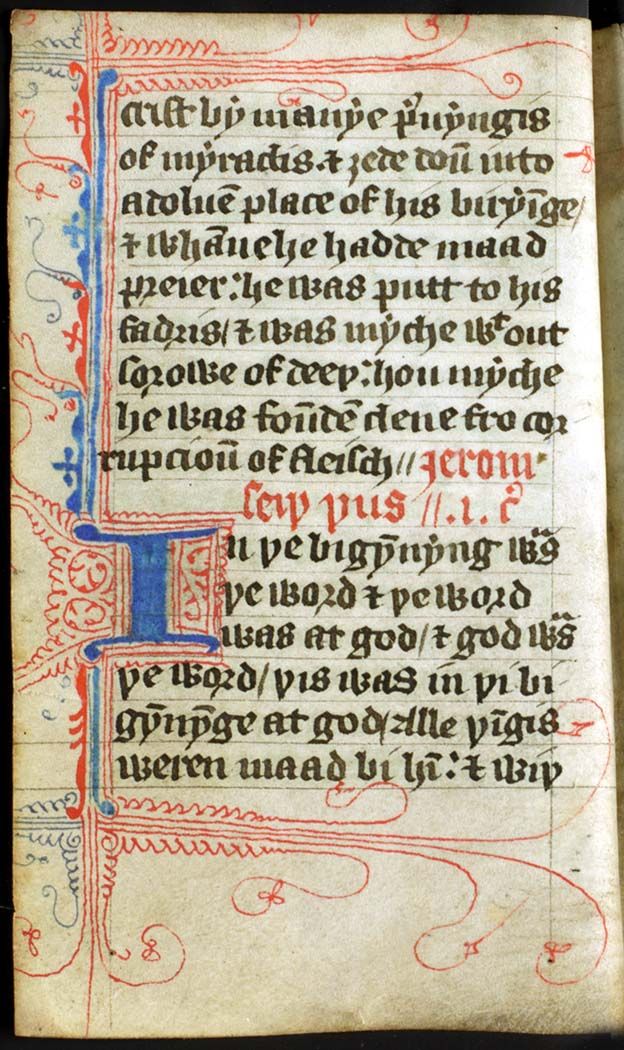
Comienzo del Evangelio de Juan a partir de una traducción de bolsillo de Wycliffe que podría haber utilizado un predicador lolardo errante (finales del).

Aunque la Iglesia católica denunció la lolardía como una herejía, al principio Wycliffe y los lolardos fueron protegidos por Juan de Gante y otros nobles anticlericales, que quizá querían utilizar la reforma clerical propugnada por los lolardos para obtener nuevas fuentes de ingresos de los monasterios ingleses. La Universidad de Oxford también protegió a Wycliffe y a académicos similares por motivos de libertad académica y, en un principio, permitió que estas personas conservaran sus cargos a pesar de sus controvertidas opiniones.
Uno de los principales oponentes religiosos de los wycliffitas fue Thomas Arundel, arzobispo de Canterbury, asistido por obispos como Henry le Despenser de Norwich, a quien el cronista Thomas Walsingham alabó por su celo.

### Revuelta campesina
Los lolardos se enfrentaron por primera vez a una seria persecución tras la Revuelta de los Campesinos de 1381. Mientras Wycliffe y otros lolardos se oponían a la revuelta, uno de los líderes campesinos, John Ball, predicaba la Lollardía. Antes de 1382, las creencias wycliffitas eran toleradas en el gobierno, ya que apoyaban en la superioridad real a los obispos. Sin embargo, el gobierno y la realeza dudaban, ya que no querían animar a los súbditos a criticar a los poderes religiosos.
Después de 1382, la realeza y la nobleza consideraron que la lolardía era una amenaza no sólo para la Iglesia, sino para la sociedad inglesa en general. La pequeña medida de protección de los lolardos se evaporó. Este cambio de estatus también se vio afectado por la marcha de Juan de Gante (duque de Lancaster, mecenas de Chaucer y protector de John Wycliffe), que abandonó Inglaterra en 1386 para perseguir la Corona de Castilla.
Paul Strohm se ha preguntado: "¿Fue el lolardo una amenaza genuina o un peón político, agente de un desafío desestabilizador, o una desventurada amenaza del autolegitimador discurso lancasteriano?".

### Los caballeros lolardos
Un grupo de nobles activos durante el reinado de Ricardo II (1377-99) fueron conocidos como "Caballeros Lollardos" durante o después de sus vidas debido a su aceptación de las afirmaciones de Wycliffe. Henry Knighton, en su Crónica, identifica a los principales Caballeros Bolardos como Thomas Latimer, John Trussell, Lewis Clifford, Sir John Peche (hijo de John Peche de Wormleighton), Richard Storey y Reginald Hilton. La Crónica de Thomas Walsingham añade a William Nevil y John Clanvowe a la lista, y otros posibles miembros de este círculo han sido identificados por sus testamentos, que contienen lenguaje inspirado en los lolardos sobre cómo sus cuerpos deben ser enterrados claramente y se les debe permitir volver a la tierra de la que proceden. Hay pocos indicios de que los Caballeros Bolardos fueran conocidos específicamente como tales durante su vida; eran hombres discretos y, a diferencia de Sir John Oldcastle años más tarde, rara vez daban indicios de rebelión abierta. Sin embargo, mostraron una notable habilidad para conservar puestos importantes sin ser víctimas de las diversas persecuciones contra los seguidores de Wycliffe que tuvieron lugar durante sus vidas.

### Respuesta jurídica

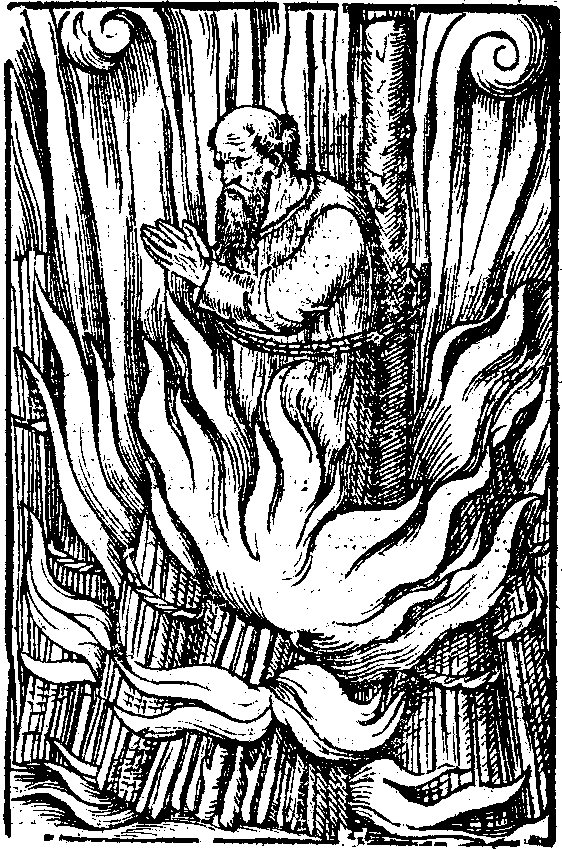
El lolardo Richard Wyche quemado en la hoguera en 1440.

Las autoridades religiosas y seculares se opusieron firmemente a la lolardía. En respuesta a los rebeldes lolardos, en 1401, durante el reinado de Enrique IV, se promulgó la ley De heretico comburendo; tradicionalmente, la herejía se había definido como un error en las creencias teológicas, pero este estatuto equiparaba la herejía teológica con la sedición contra los gobernantes políticos.
A principios del siglo XV, la Iglesia y el Estado adoptaron severas medidas que llevaron a la lolardía a la clandestinidad. Una de esas medidas fue la quema en la hoguera en 1410 de John Badby, un laico y artesano que se negó a renunciar a su lolardismo. Fue el primer laico que sufrió la pena capital en Inglaterra por el delito de herejía.

### Revuelta de Oldcastle

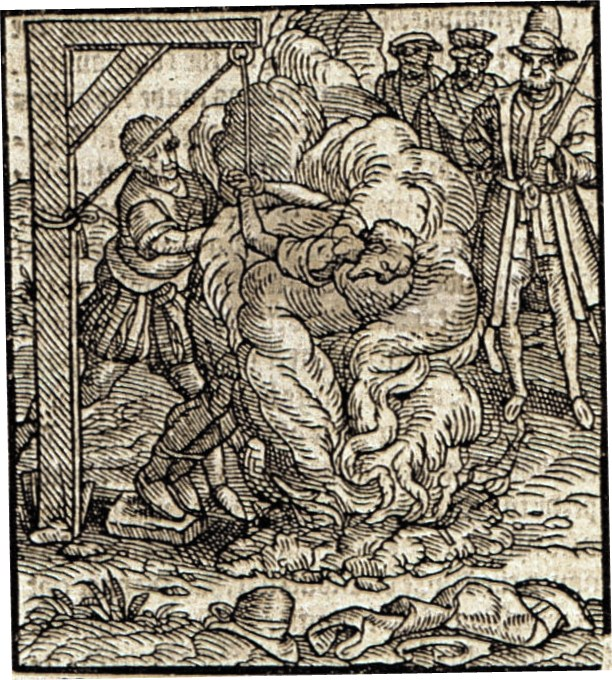
John Oldcastle quemado por insurrección y herejía lolarda.

John Oldcastle, amigo íntimo de Enrique V de Inglaterra y base de Falstaff en la historia shakesperiana Enrique IV, 1.ª parte, fue llevado a juicio en 1413 tras descubrirse pruebas de sus creencias lolardas. Oldcastle escapó de la Torre de Londres y organizó una insurrección, que incluyó un intento de secuestro del rey. La rebelión fracasó y Oldcastle fue ejecutado. La revuelta de Oldcastle hizo que la lolardía pareciera aún más amenazadora para el Estado, y la persecución de los lolardos se hizo más severa.

### 1428 Insurrección de Kentish
En 1428 se cortó de raíz una insurrección en la que se temía que participaran varios miles de lolardos, con la intención de "destruir la Iglesia inglesa". Se asoció con el misionero lolardo William White.

### La Lollardía tardía en elsigloXVI
Los lolardos fueron efectivamente absorbidos por el protestantismo durante la Reforma inglesa, en la que la lolardía desempeñó un papel. Dado que los lolardos habían permanecido en la clandestinidad durante más de cien años, el alcance de la lolardía y sus ideas en la época de la Reforma es incierto y un punto de debate. Los antepasados de Blanche Parry (la persona más cercana a Isabel I durante 56 años) y de Blanche Milborne (que crio a Eduardo VI e Isabel I) tenían asociaciones lolardas. Muchos críticos de la Reforma, entre ellos Tomás Moro, equiparaban a los protestantes con los lolardos. Los líderes de la Reforma inglesa, entre ellos el arzobispo Thomas Cranmer, también se refirieron a la Lollardía, y el obispo Cuthbert Tunstall de Londres calificó al luteranismo de "hijo adoptivo" de la herejía wycliffita. Los eruditos debaten si los protestantes realmente recibieron influencia de la Lollardía o si se refirieron a ella para crear un sentido de tradición.
Otros mártires de la causa lolarda fueron ejecutados durante el siglo siguiente, entre ellos los mártires de Amersham a principios del siglo XVI y Thomas Harding en 1532, uno de los últimos lolardos en convertirse en víctima. Un espantoso recuerdo de esta persecución es la "fosa de los lolardos" en Thorpe Wood, ahora Thorpe Hamlet, Norwich, Norfolk, "donde los hombres son quemados habitualmente", incluido Thomas Bilney.
A pesar del debate sobre el alcance de la influencia de los lolardos, existen amplios registros de la persecución de los lolardos en este periodo. En la diócesis de Londres, hay registros de unos 310 lolardos procesados u obligados a abjurar entre 1510 y 1532. En la diócesis de Lincoln, en 1506-1507 se juzgaron 45 casos contra la lolardía y en 1521 hubo 50 abjuraciones y 5 quemas de lolardos. En 1511, el arzobispo Warham presidió la abjuración de 41 lolardos de Kent y la quema de 5.
En 1529 Simon Fish escribió un panfleto incendiario Supplication for the Beggars que incluía su negación del purgatorio y enseñanzas de que el celibato sacerdotal era una invención del Anticristo. Sostenía que los gobernantes terrenales tenían derecho a despojar a la Iglesia de sus propiedades y que el diezmo iba en contra del Evangelio, opiniones protestantes que se hacían eco de las enseñanzas wycliffitas/lolardas. Abogaba por el cierre de todos los monasterios y, en particular, proporcionaba estimaciones económicas de los ingresos de diversas instituciones monásticas y eclesiásticas.
Se desconoce el alcance de la lolardía en la población general en esta época, pero la prevalencia de la iconoclasia protestante en Inglaterra sugiere que las ideas lolardas aún podían tener cierta influencia popular si Huldrych Zwingli no era la fuente, ya que el luteranismo no abogaba por la iconoclasia. Los lolardos fueron perseguidos de nuevo entre 1554 y 1559 durante el resurgimiento de las Leyes sobre la Herejía bajo el reinado de la católica María I, que reprimía específicamente la herejía y la lolardía.
La similitud entre los lolardos y los grupos protestantes ingleses posteriores, como los bautistas, los puritanos y los cuáqueros, también sugiere cierta continuación de las ideas lolardas a través de la Reforma.

## Representaciones en el arte y la literatura
La Iglesia Católica Romana utilizó el arte como arma contra los lolardos. Los lolardos eran representados como zorros vestidos de monjes o sacerdotes que predicaban a una bandada de gansos en misericordias. Estas representaciones aludían a la historia del zorro predicador que se encuentra en la literatura popular medieval, como La historia de Reynard el Zorro y Los turnos de Raynardine. El zorro atraía a los gansos cada vez más cerca con sus elocuentes palabras hasta que conseguía arrebatarles una víctima para devorarla. La moraleja de la historia es que los necios se dejan seducir por falsos maestros.